# Frazione organica stabile
La frazione organica stabilizzata (compost fuori specifica, secondo l'individuazione data dal codice CER) è il risultato di un processo d'igienizzazione e stabilizzazione (maturazione-ossidazione) della componente organica dei rifiuti solidi urbani (RSU).
Fino a qualche anno fa era chiamato compost, oggi non è più possibile vendere questo materiale ricavato dai RSU. Viene chiamato FOS per differenziarlo dal compost vero e proprio.
La FOS è normalmente utilizzata per la copertura delle discariche, da sola o miscelata con il terreno. 
Il prodotto che si può commercializzare come compost è solo quello derivato da scarti agricoli, zootecnici o da raccolta differenziata e solo se certificato da enti riconosciuti.